# Thomas Seccombe
Pour les articles homonymes, voir Seccombe.
Thomas Seccombe, né en 1866 et mort en 1923, et un écrivain anglais qui fut co-éditeur du Dictionary of National Biography. Il fit ses études à l'école de Felsted et au Balliol College d'Oxford.

## Œuvres
- Twelve Bad Men (1894)
- The Age of Johnson (1900)
- The Age of Shakespeare (avec J.W. Allen, 1903)
- Bookman History of English Literature (1905-6)
- In Praise of Oxford (1910)
- The Dictionary of National Biography (co-rédacteur)